# Sōta Yamamoto
Sōta Yamamoto (山本 草太 Yamamoto Sōta?,  Kishiwada, Prefectura de Osaka, Japón, 10 de enero de 2000) es un patinador de patinaje artístico sobre hielo japonés. Yamamoto fue campeón en los Juegos Olímpicos de la Juventud de 2016, medallista de bronce en Campeonato Juvenil de 2015, dos veces medallista en el final del Grand Prix Juvenil (plata en 2014 y bronce en 2015) y el campeón nacional juvenil de Japón en 2015.

## Carrera

### Temporada 2013–14
Yamamoto debutó en el Grand Prix Juvenil de 2013-14, ocupando el puesto número once en Riga, Letonia, el único evento en el que participó. En el Campeonato de Japón, se posicionó en el quinto lugar en la competencia juvenil y en decimocuarto lugar en el evento sénior.

### Temporada 2014–15
Durante la temporada de 2014-15 del Grand Prix, Yamamoto ganó la medalla de plata en Courchevel, Francia y en Tallin, Estonia, lo que lo calificó para la final en Barcelona, España. Clasificó primero en el programa corto y tercero en el programa libre, terminando en segundo puesto, detrás de Shōma Uno y por delante de Alexander Petrov. A nivel nacional, fue medallista de plata juvenil, nuevamente detrás de Uno, y terminó sexto en el evento sénior. En el Campeonato Mundial Juvenil de 2015, Yamamoto se posicionó en el séptimo lugar en el programa corto y tercero en el programa libre, ganando la medalla de bronce en su primera aparición en la competencia.

### Temporada 2015–16
En esta temporada, Yamamoto ganó la medalla de bronce en Colorado Springs, Colorado y el oro en Toruń, Polonia. Estos resultados lo calificaron para la final, donde fue galardonado con la medalla de bronce. Ganó su primer título nacional juvenil en el Campeonato japonés de 2015.
En febrero de 2016, Yamamoto ganó la medalla de oro en la disciplina masculina individual en los Juegos Olímpicos de la Juventud, por delante del letón Deniss Vasiljevs y del ruso Dmitri Aliev. Yamamoto se fracturó el tobillo derecho mientras practicaba, lo que lo llevó a retirarse del Campeonato Mundial Juvenil de 2016, en Debrecen.

## Programas
| Temporada | Programa corto                                    | Programa libre                                                                  | Exhibición                                                                 |
| --------- | ------------------------------------------------- | ------------------------------------------------------------------------------- | -------------------------------------------------------------------------- |
| 2015–2016 | - Poeta de Vicente Amigo coreo por Kenji Miyamoto | - Concierto para piano n.º 1 de Piotr Ilich Chaikovski coreo por Kenji Miyamoto | - Love Theme interpretado por Joseph Calleja                               |
| 2014–2015 | - Piano Concerto de Serguéi Rajmáninov            | - Lorelei de Naoki SATO                                                         | - Love Theme interpretado por Joseph Calleja - Tenchijin de Michiru Ōshima |
| 2013–2014 | - Tenchijin de Michiru Ōshima                     | - Lorelei de Naoki SATO                                                         |                                                                            |

## Aspectos competitivos

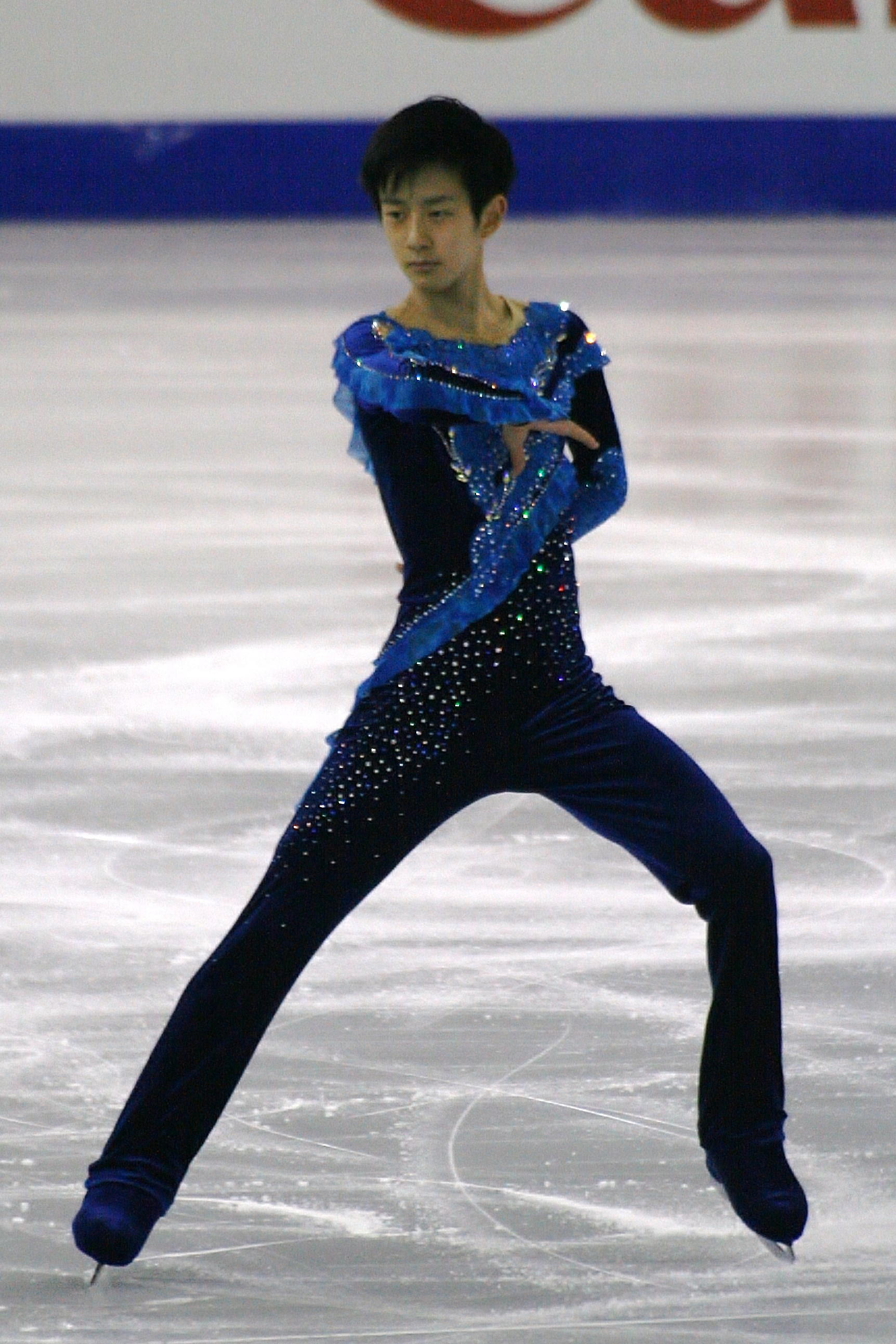
Yamamoto en el Grand Prix Final de 2014–15.

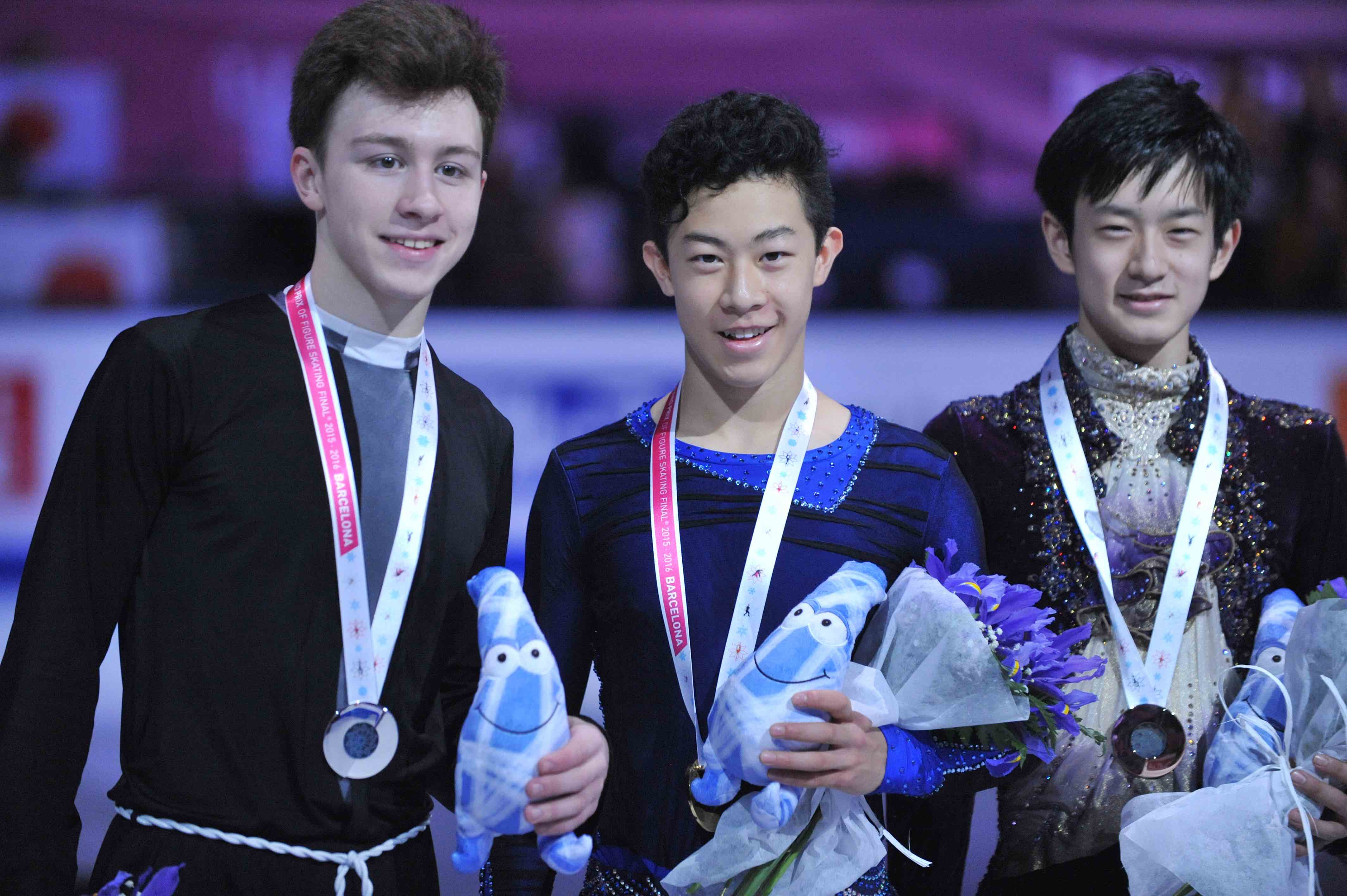
Yamamoto (derecha) en el podio del Grand Prix de 2015 junto a Nathan Chen y Dmitri Aliev.

| Internacional              | Internacional | Internacional | Internacional | Internacional | Internacional | Internacional |
| Evento                     | 11–12         | 12–13         | 13–14         | 14–15         | 15–16         | 16–17         |
| -------------------------- | ------------- | ------------- | ------------- | ------------- | ------------- | ------------- |
| GP Trofeo NHK              |               |               |               |               |               | WD            |
| GP Trofeo Éric Bompard     |               |               |               |               |               | WD            |
| Internacional: Juvenil     |               |               |               |               |               |               |
| Juegos de la Juventud      |               |               |               |               | 1.º           |               |
| Campeonato Mundial Juvenil |               |               |               | 3.º           | WD            |               |
| JGP Grand Prix Final       |               |               |               | 2.º           | 3.º           |               |
| JGP Estonia                |               |               |               | 2.º           |               |               |
| JGP Francia                |               |               |               | 2.º           |               |               |
| JGP Polonia                |               |               | 11.º          |               | 1.º           |               |
| JGP Letonia                |               |               | 11.º          |               |               |               |
| JGP Estados Unidos         |               |               |               |               | 3.º           |               |
| Coupe du Printemps         |               |               | 1.º           |               |               |               |
| Trofeo Asiático            | 2.º           | 2.º           |               |               |               |               |
| Trofeo Triglav             | 1.º           | 1.º           |               |               |               |               |
| Nacionales                 |               |               |               |               |               |               |
| Campeonato Japonés         |               |               | 14.º          | 6.º           | 6.º           |               |
| Campeonato Juvenil         | 11no          | 4.º           | 5.º           | 2.º           | 1.º           |               |
| Japan Novice               | 2.º           | 1.º           |               |               |               |               |